# Травна Гора
Травна Гора (словен. Travna Gora) — поселення в общині Содражиця, регіон Південно-Східна Словенія, Словенія.